# Schloss Aarberg

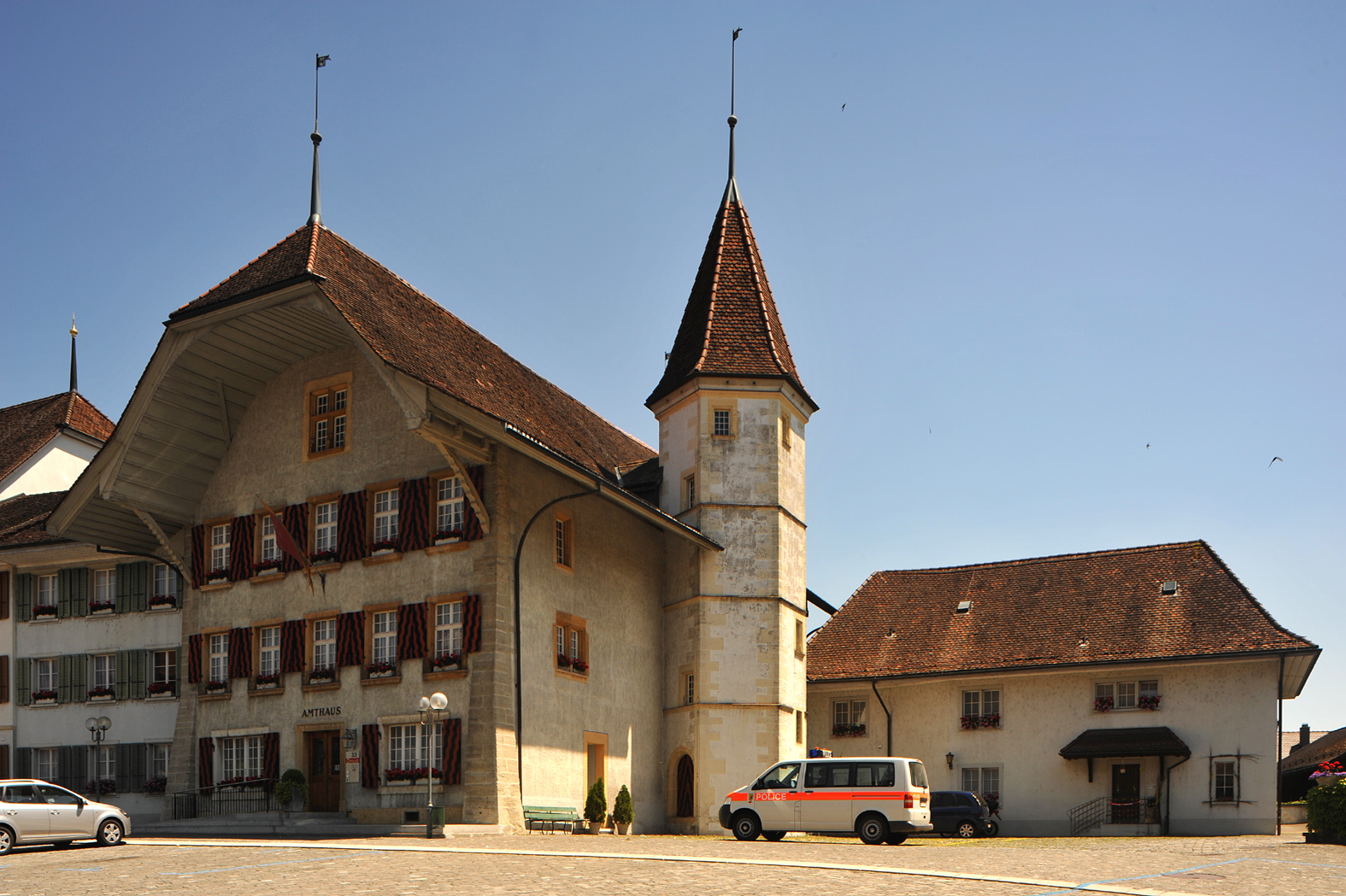
Schloss Aarberg

Das Schloss Aarberg ist ein Schloss aus dem 13. Jahrhundert in der Gemeinde Aarberg im Kanton Bern. Es dient heute als Amthaus und beherbergt das Regierungsstatthalteramt, das Betreibungs- und Konkursamt, die KESB und die Kantonspolizei.

## Geschichte
Die genauen Ursprünge der Burg sind nicht bekannt. Anfang des 13. Jahrhunderts gründete Graf Ulrich IV. die Stadt Aarberg, die als Brückenkopf und Verkehrspunkt diente. Es ist davon auszugehen, dass dabei auch eine Burg oder burgähnliche Anlage erbaut wurde.
Ab 1358 verpachteten die Grafen von Neuenburg an Bern und das Schloss wurde bis 1798 Sitz des bernischen Landvogts.
1419 brannte das Gebäude wie die übrige Stadt bis auf die Grundmauern ab, was auch vom damaligen Chronisten Konrad Justinger erwähnt wird. 1477 kam es erneut zu einem Brand im Schloss.
Von 1608 bis 1610 erbaute der Kanton Bern das heutige Amthaus als Landvogtsitz im Stil eines bernischen Renaissancebaus.
Der Bau erhielt um 1803 neue Fenstereinteilungen. Später errichtete Anbauten und ein 1853 angelegter Gefängnistrakt wurden 1969/70 wieder demontiert.

## Beschreibung
Das am Stadtplatz befindliche Schloss Aarberg ist ein von 1608 bis 1610 erbautes Verwaltungsgebäude, das im 18. Jahrhundert umgebaut und von 1968 bis 1971 renoviert wurde. Es handelt sich um einen repräsentativen, giebelständigen Putzbau mit geknicktem Viertelwalmdach und barockisierter Nordwestfassade, während die Südostfassade schlichter gehalten ist. An der Südwestseite ist ein sechseckiger Treppenturm unter Spitzhelm angebaut. Im Inneren des Schlosses befinden sich Wappentafeln von mehr als 80 Landvögten.